# Street Fighter II: The Interactive Movie
Street Fighter II: The Interactive Movie, también conocido como Street Fighter II: Movie, es un videojuego programado por Capcom para las consolas Saturn y PSOne en 1995, basado en la película de animación Street Fighter II: The Animated Movie. Es el único juego basado de Street Fighter que no es de lucha, al menos exclusivamente. Se trata de una película interactiva donde, metidos en el papel de uno de los cyborgs monitorizados de M. Bison, hay que recorrer el planeta capturando todos los movimientos de los luchadores.

## Sistema de juego
El juego ocupa dos discos, debido a que Capcom grabó prácticamente toda la película para hacerla interactiva. Básicamente, lo que hay que hacer es visionar la película, y en determinados momentos, pasaremos al modo "visor del cyborg", y tenemos que capturar los movimientos de los luchadores mientras estos pelean en pantalla (como si quisieramos tomar una foto). La jugabilidad es muy limitada, y lo convierte en un juego sólo apto para auténticos fanes de la película o de la saga Street Fighter.

## Finales
El juego consta de tres finales distintos, dependiendo de lo bien que hayamos reforzado al cyborg a lo largo del juego. Al final del mismo, manejando al cyborg tenemos que efectuar un combate contra Ryu al estilo Super Street Fighter II, y nuestra victoria o derrota será lo que decida el final del juego. Si Ryu gana al jugador, el final del juego será el mismo que el de la película. Si es el jugador el que gana a Ryu, aparecerá un final exclusivo del juego. Y finalmente, si el jugador logra ganar a Ryu con un Perfect, logrará ver el final exclusivo secreto.

## Lanzamiento
Este juego sólo apareció en Japón, y tanto en los EE. UU. como Europa se quedaron sin su correspondiente versión.